# St Helens
|  | Aquest article tracta sobre la ciutat anglesa. Vegeu-ne altres significats a «St Helens (desambiguació)». |

St Helens és un poble del districte de St Helens, Merseyside, Anglaterra. Té una població de 104.296 habitants i districte de 178.455.